# Magdalena Fręch

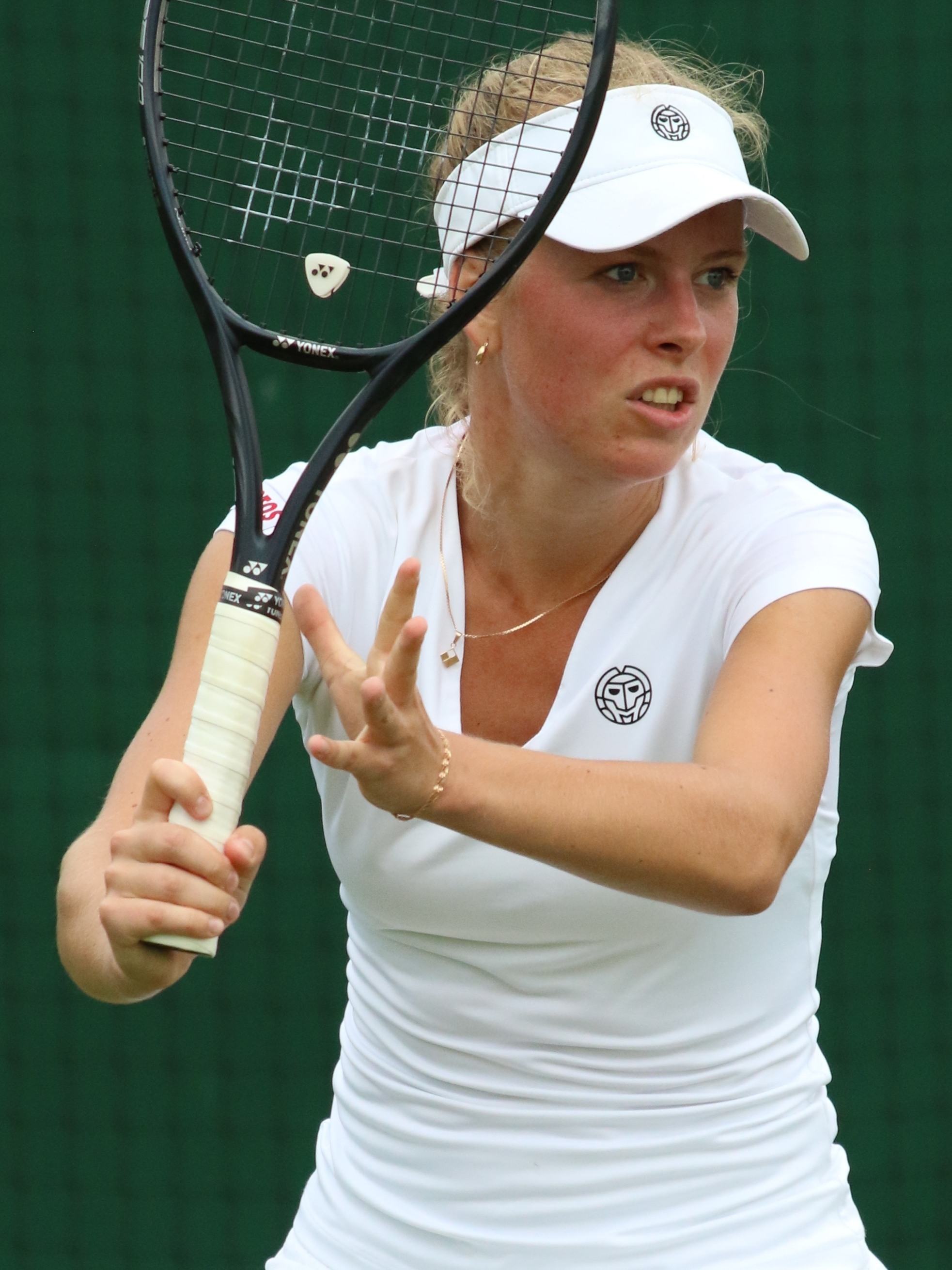
Wimbledon 2019 (kwalificatie)

Magdalena Fręch (Łódź, 15 december 1997) is een tennisspeelster uit Polen. Fręch begon op zesjarige leeftijd met het spelen van tennis. Haar favoriete ondergrond is hardcourt en tapijt. Zij speelt rechtshandig en heeft een tweehandige backhand. Zij is actief in het internationale tennis sinds 2012, overwegend in het enkelspel.

## Loopbaan
Sinds 2016 komt Fręch uit op de Fed Cup voor Polen – zij behaalde daar een winst/verlies-balans van 9–7. In 2016 won zij haar eerste ITF-toernooi, in Nishitama (Japan).
In 2018 speelde zij op het Australian Open haar eerste grandslamwedstrijd. Op Roland Garros 2018 won zij haar eerste grandslampartij, van Russin Jekaterina Aleksandrova.
In juni 2021 kwam Fręch binnen op de top 150 van de wereldranglijst. Twee maanden later won zij haar eerste WTA-titel, op het toernooi van Concord – in de finale versloeg zij de Mexicaanse Renata Zarazúa. In oktober kwam zij binnen op de top 100 in het enkelspel.
Op Wimbledon 2022 bereikte zij voor het eerst de derde ronde op een grandslamtoernooi. Zij kwam tot de vierde ronde op het Australian Open 2024. Een maand later betrad zij de mondiale top 50 in het enkelspel.
In september 2024 won Fręch haar tweede WTA-titel, op het WTA 500-toernooi van Guadalajara – in de finale versloeg zij de Australische Olivia Gadecki.

## Posities op deWTA-ranglijst
Positie per einde seizoen:
| jaar | rang enkelspel | rang dubbelspel |
| ---- | -------------- | --------------- |
| 2013 | 1008           | –               |
| 2014 | 493            | 642             |
| 2015 | 459            | 418             |
| 2016 | 321            | 542             |
| 2017 | 166            | 251             |
| 2018 | 151            | 425             |
| 2019 | 198            | 870             |
| 2020 | 156            | 262             |
| 2021 | 102            | 227             |
| 2022 | 116            | 525             |
| 2023 | 63             | 388             |

## Resultaten grandslamtoernooien
| Legenda | Legenda                          |
| ------- | -------------------------------- |
| g.t.    | geen toernooi gehouden           |
| l.c.    | lagere categorie                 |
| –       | niet deelgenomen                 |
| G       | uitgeschakeld in de groepsfase   |
| 1R      | uitgeschakeld in de eerste ronde |
| 2R      | uitgeschakeld in de tweede ronde |
| 3R      | uitgeschakeld in de derde ronde  |
| 4R      | uitgeschakeld in de vierde ronde |
| KF      | uitgeschakeld in de kwartfinale  |
| HF      | uitgeschakeld in de halve finale |
| F       | de finale verloren               |
| W       | het toernooi gewonnen            |
| w-v     | winst/verlies-balans             |

### Enkelspel
| toernooi        | 2018 | 2019 |    | 2022 | 2023 | 2024 |
| --------------- | ---- | ---- | -- | ---- | ---- | ---- |
| Australian Open | 1R   | –    | 1R | –    | 4R   |      |
| Roland Garros   | 2R   | –    | 1R | 2R   | 1R   |      |
| Wimbledon       | –    | –    | 3R | 1R   | 1R   |      |
| US Open         | –    | 1R   | 1R | 2R   | 1R   |      |

### Vrouwendubbelspel
| toernooi        | 2022 |    | 2024 |
| --------------- | ---- | -- | ---- |
| Australian Open | –    | –  |      |
| Roland Garros   | –    | 1R |      |
| Wimbledon       | 3R   | 1R |      |
| US Open         | –    | –  |      |

## Palmares
| Legenda                 |
| ----------------------- |
| Grandslamtoernooi       |
| Olympische Spelen       |
| Year-End Championships  |
| Premier Mandatory       |
| Premier Five / WTA 1000 |
| Premier / WTA 500       |
| International / WTA 250 |
| Challenger / WTA 125    |

### WTA-finaleplaatsen enkelspel
| nr.              | finale     | toernooi        | ondergrond | tegenstandster | score    |         |
| ---------------- | ---------- | --------------- | ---------- | -------------- | -------- | ------- |
| gewonnen finales |            |                 |            |                |          |         |
| 1.               | 2021-08-08 | WTA Concord     | hardcourt  | Renata Zarazúa | 6-3, 7-6 | details |
| 2.               | 2024-09-15 | WTA Guadalajara | hardcourt  | Olivia Gadecki | 7-6, 6-4 | details |
| verloren finales |            |                 |            |                |          |         |
| 1.               | 2024-07-26 | WTA Praag       | gravel     | Magda Linette  | 2-6, 1-6 | details |